# Raúl Campos i Linuesa
Raúl Campos i Linuesa   (Quart de Poblet i València, 16 de juliol de 1978) és un jugador d'handbol valencià, ja retirat, que juga a la posició de lateral dret. Durant la seva carrera esportiva va jugar al BM. Valencia (1996-97), Club Balonmano Valladolid (1997-99), F.C. Barcelona (1999-2001) i BM Granollers (2001-2012). Amb el Barça guanyà sis títols, entre ells una Copa d'Europa, una lliga Asobal, una Copa del Rei i dues Copes Asobal. Va jugar dos partits amb la Selecció d'handbol d'Espanya.
Des del 2022 forma part de la junta directiva del BM Granollers.